# Jordan Aboudou
Jordan Aboudou (Colombes, 30 gennaio 1991) è un cestista francese.

## Palmarès
- Campionato francese: 1

Élan Chalon: 2011-12
- Coppa di Francia: 2

Élan Chalon: 2010-11, 2011-12
- Semaine des As/Leaders Cup: 2

Élan Chalon: 2012
Monaco: 2017